# Демидов, Анатолий Михайлович
Анатолий Михайлович Демидов (1926 — ?) — советский физик, доктор физико-математических наук, лауреат Государственной премии СССР (1969).

## Биография
Родился в 1926 году.
Окончил Московский государственный университет (1951).
С 1952 года работал в ИАЭ АН СССР.
Кандидат физико-математических наук (1959, тема диссертации «Спектры гамма-лучей, испускаемых при захвате тепловых нейтронов ядрами с Z=11-28»). Старший научный сотрудник (1961).
Лауреат Государственной премии СССР (1969) — за участие в открытии и исследовании эффекта возникновения сильных магнитных полей (за участие в цикле исследований спектра излучений, возникающих при захвате тепловых нейтронов ядрами).
В 1970 г. защитил докторскую диссертацию:
- Спектроскопия γ-излучения, сопровождающего захват тепловых нейтронов атомными ядрами : диссертация … доктора физико-математических наук : 01.00.00. — Москва, 1969. — 237 с. : ил.

## Научные труды
- Методы исследования излучения ядер при радиационном захвате тепловых нейтронов [Текст]. — Москва : Госатомиздат, 1963. — 75 с. : черт.; 21 см.
- Л. В. Грошев, А. М. Демидов, В. Н. Луценко, В. И. Пелехов. Атлас спектров гамма-лучей радиационного захвата тепловых нейтронов. Москва: Атомиздат, 1958. 328 с.
- Л. В. Грошев, А. М. Демидов, В. Н. Луценко, В. И. Пелехов. Спектры γ-лучей радиационного захвата нейтронов для четно-четных излучающих ядер с вращательными уровнями // Атомная энергия. Том 4, вып. 1. — 1958. — С. 5—21.
- Л. В. Грошев, А. М. Демидов, В. А. Иванов, В. Н. Луценко, В. И. Пелехов, «Энергетические уровни Gd156 и Gd158», Докл. АН СССР, 141:1 (1961), 59-62
- Исследование возбужденных состояний 142, 148, 150 Nd в (p, nj) реакции / А. М. Демидов, Л. И. Говор, Ю. К. Черепанцев и др. — М. : ИАЭ, 1981. — 36 с. : ил.; 22 см.